# ريمو روسي
ريمو روسي (بالإنجليزية: Remo Rossi)‏ ولد بتاريخ 10 أبريل 1968 في إيطاليا، هو دراج إيطالي سابق.

## روابط خارجية
- ريمو روسي على موقع أرشيف الدراجات (الإنجليزية)
- ريمو روسي على موقع إحصائيات الدراجات الإحترافية (الإنجليزية)